# Valerie Davies
Elizabeth Valerie Davies (Reino Unido, 29 de junio de 1912-agosto de 2001) fue una nadadora británica especializada en pruebas de estilo espalda, donde consiguió ser medallista de bronce olímpica en 1932 en los 100 metros.

## Carrera deportiva
En los Juegos Olímpicos de Los Ángeles 1932 ganó la medalla de bronce en los relevos de 4 x 100 metros libre, tras Estados Unidos y Países Bajos (plata), y también bronce en los 100 metros espalda, tras la estadounidense Eleanor Holm y la australiana Bonnie Mealing.
Y en el campeonato europeo de Bolonia de 1927 ganó el oro en los relevos de 4 x 100 metros libre, y la plata en la misma prueba en el campeonato europeo de París  1931.